# Famille de Beaumont (Normandie)
Pour les articles homonymes, voir Famille de Beaumont et Beaumont.
 (juillet 2020).
Si vous disposez d'ouvrages ou d'articles de référence ou si vous connaissez des sites web de qualité traitant du thème abordé ici, merci de compléter l'article en donnant les références utiles à sa vérifiabilité et en les liant à la section « Notes et références ».
La famille de Beaumont est une famille normande, partie des grandes familles baronniales anglo-normandes qui s'enracinèrent en Angleterre après la conquête normande.

## Origine
Bernard le Danois, compagnon du comte de Normandie Guillaume Longue-Épée, est parfois considéré comme l'ancêtre de la famille de Beaumont mais cette thèse repose sur des indices finalement très légers. Plus assurément, la lignée émerge au temps du duc Richard Ier (942-996) avec un personnage nommé Torf. C'est un aristocrate dont le point d'ancrage se situe autour de Pont-Audemer. Son petit-fils Onfroy de Vieilles (mort vers 1050) est un noble puissant. Fondateur de l'abbaye Saint-Pierre de Préaux, il constitue un honneur autour de Beaumont-le-Roger, localité qui donnera son nom à la famille. Mais c'est le fils de ce dernier, Roger de Beaumont (le Barbu), qui inaugure la galerie des grands personnages de la lignée. Beaumont-le-Roger lui doit son nom. Familier de Guillaume le Conquérant (1035-1087), Roger est chargé de la défense du duché aux côtés de Mathilde de Flandre pendant que le duc de Normandie conquiert le royaume anglo-saxon en 1066.

## L'alliance avec les Meulan
Son fils Robert de Beaumont, comte de Meulan, qui commandait l'aile droite à la bataille de Hastings, devint 1er comte de Leicester. Son frère Henri de Beaumont fut créé comte de Warwick.
Durant le règne d'Étienne d'Angleterre, les jumeaux Galéran et Robert furent des alliés puissants du roi. Galéran, déjà comte de Meulan fut fait comte de Worcester.
Les Beaumont furent des conseillers très écoutés des ducs de Normandie, puis des rois d'Angleterre.
Les comtes de Meulan de la famille de Beaumont se servent dans leurs armes d'un échiqueté dérivé de l'échiqueté de Vermandois, semble-t-il le premier emblème utilisé à la naissance des armoiries, qui est porté par sept familles au XIIIe siècle et qui affiche la fierté d'appartenir à un lignage qui, par l'intermédiaire d'Adélaïde de Vermandois épouse de Hugues Ier de Vermandois, est d'ascendance carolingienne,.

## Généalogie
Généalogie des principaux membres.
- Bernard le Danois
  - Torf le Riche, seigneur de Pont-Audemer (né vers 910).
    - Turold (Turulf) de Pont-Audemer (vers 940) épouse Aveline.
      - Onfroi de Vieilles dit de Harcourt († v. vers 1050) épouse Aubrée.
        - Roger († v. 1090) épouse Adeline de Meulan († 1081), fille de Galéran III comte de Meulan (1081).
          - Robert de Beaumont (Robert Preud'homme) (v. 1046 ou 1048/1049-1118), comte de Meulan et comte de Leicester épouse Isabelle de Vermandois.
            - Galéran IV de Meulan (1104-1166), comte de Meulan, 1er comte de Worcester épouse Agnès de Montfort.
              - Robert II (1142-1204), comte de Meulan épouse Mathilde de Cornouailles.
                - Galeran († v. 1191) épouse Marguerite de Fougères.
                  - Raoul de Courcelles.

                - Mabille épouse Guillaume, comte de Devon.
                - Pierre († 1203).
                - Isabelle épouse Guillaume de Vernon.
                - Jeanne épouse Guy de La Roche Guyon.
                  - Guy de Beaumont le Roger.

                - Henri († v. 1204).

              - Galeran.
              - Amaury.
              - Roger, vicomte d'Évreux.
                - Amaury épouse Marguerite de Neubourg.
                  - Jean.
                  - Amaury, seigneur de Cande.

                - Guillaume.

              - Isabelle épouse Geoffrey de Mayenne puis épouse Maurice de Craon.
              - Raoul.
              - Étienne.

            - Robert II dit le Bossu (1104-1168), comte de Leicester.
              - branche des comtes de Leicester des maisons de Beaumont puis de Montfort jusqu'en 1265.

            - Hugues, comte de Bedford.
            - Adeline épouse Hugues de Montfort.
            - Alberade épouse Hugues de Châteauneuf.
            - Mathilde épouse Guillaume Louvel.
            - Isabelle épouse Gilbert de Clare.

          - Henri de Beaumont dit de NeuBourg (1046-1119), 1er comte de Warwick.
            - Robert († 1159), seigneur de Neubourg épouse Godechilde de Tosny.
            - Rotrou († 1183), évêque d'Évreux puis archevêque de Rouen.
            - Roger, 2e comte de Warwick épouse Gundreda, fille de Guillaume II de Warenne, 2e comte de Surrey.
              - Guillaume († 1184), 3e comte de Warwick.
              - Galéran († v. 1203), 4e comte de Warwick épouse Margery d'Oilly puis  épouse Alice d'Harcourt.
                - 1) Henri († 1229), 5e comte de Warwick épouse Philippa Basset.
                  - Thomas († 1242), 6e comte de Warwick épouse Ela, fille de Guillaume de Longue-Épée, comte de Salisbury.
                  - Margery († 1253), comtesse de Warwick épouse John le Maréchal († av. 1242) puis épouse John du Plessis († 1263), comte de Warwick.

                - 2) Alice épouse Guillaume Mauduit.
                  - Guillaume Mauduit († av. 1257), 8e comte de Warwick ; sa sœur Isabelle porte Warwick aux Beauchamp par son mariage avec Guillaume Beauchamp, d'où William.

          - Aubrée, moniale à Saint-Léger, abbesse de Préaux, de Notre-Dame de Leicester.

        - Robert († v. vers 1054).
        - Guillaume.
        - Dunelme.
          - une fille.

## Honneur de Beaumont-le-Roger
L'honneur de Beaumont-le-Roger a été constitué par étapes, en direction de la basse vallée de la Seine, autour de Beaumont-le-Roger, mais aussi en Cotentin, en Hiémois, dans le pays d'Auge, en Évrecin et dans le Vexin normand.